# Kumulánsgeneráló függvény
A kumulánsok a valószínűségszámításban és statisztikában a valószínűségi változókhoz rendelt mennyiségek. Független valószínűségi változók esetén egyszerű velük számolni. Sorozatuk a várható értékkel és a szórásnégyzettel kezdődik.

## Definíció
Ha az {\displaystyle X} valószínűségi változó momentumgeneráló függvénye {\displaystyle M_{X}(t)}, azaz 
{\displaystyle M_{X}(t)=E(e^{tX})\,}
akkor a
{\displaystyle g_{X}(t)=\ln M_{X}(t)=\ln E(e^{tX})}
függvény az {\displaystyle X} kumulánsgeneráló függvénye.
Az {\displaystyle n}-edik kumulánst {\displaystyle \kappa _{n}} jelöli, és definíciója
{\displaystyle \kappa _{n}={\frac {\partial ^{n}}{\partial t^{n}}}g_{X}(t){\bigg |}_{t=0}}.
A karakterisztikus függvény segítségével is definiálhatók:
{\displaystyle \kappa _{n}={\frac {1}{i^{n}}}{\frac {\partial ^{n}}{\partial t^{n}}}\ln G_{X}(t){\bigg |}_{t=0}}
ahol {\displaystyle G_{X}(t)=E(e^{itX})} a karakterisztikus függvény.

## Tulajdonságok

### Eltolásinvariancia
A kumulánsokat a {\displaystyle p(x)} sűrűségfüggvény szemiinvariánsainak is tekintik, azaz {\displaystyle \kappa _{1}} kivételével nem változnak a várható érték eltolásával együtt. Kegyen {\displaystyle X} valószínűségi változó, ekkor tetszőleges {\displaystyle c\in \mathbb {R} } konstansra:
{\displaystyle \kappa _{1}(X+c)=\kappa _{1}(X)+c\,}
{\displaystyle \kappa _{n}(X+c)=\kappa _{n}(X)~{\text{ ha }}~n\geq 2\,}

### Homogenitás
Az {\displaystyle n}-edik kumuláns {\displaystyle n}-edfokban homogén, azaz ha {\displaystyle c} tetszőleges konstans, akkor:
{\displaystyle \kappa _{n}(cX)=c^{n}\kappa _{n}(X)\,}

### Additivitás
Legyenek {\displaystyle X_{1}} és {\displaystyle X_{2}} független valószínűségi változók, ekkor az {\displaystyle Y=X_{1}+X_{2}} valószínűségi változóra:
{\displaystyle \kappa _{n}(Y)=\kappa _{n}(X_{1})+\kappa _{n}(X_{2})\,}
Független valószínűségi változók esetén a karakterisztikus függvények szorzódnak,
{\displaystyle G_{Y}(k)=G_{X_{1}}(k)\cdot G_{X_{2}}(k)}
ebből a logaritmus összeget csinál:
{\displaystyle \ln G_{Y}(t)=\ln G_{X_{1}}(t)+\ln G_{X_{2}}(t)=\sum _{n=1}^{\infty }{\frac {(\mathrm {i} t)^{n}}{n!}}\left[\kappa _{n}(X_{1})+\kappa _{n}(X_{2})\right]=\sum _{n=1}^{\infty }{\frac {(\mathrm {i} t)^{n}}{n!}}\kappa _{n}(Y)}
Ha a független valószínűségi változók száma {\displaystyle N}, és a valószínűségi változók {\displaystyle X_{1},X_{2},\dotsc ,X_{N}}, akkor 
{\displaystyle \kappa _{n}(Y)=\sum _{i=1}^{N}\kappa _{n}(X_{i})\,}

### Normális eloszlás
Tekintsünk egy normális eloszlást, aminek várható értéke {\displaystyle \mu }, szórásnégyzete {\displaystyle \sigma ^{2}}! Ekkor karakterisztikus függvénye
{\displaystyle G(t)=\exp(\mathrm {i} \mu t-\sigma ^{2}t^{2}/2)}, így kumulánsai:
{\displaystyle \kappa _{1}=\mu ;\quad \kappa _{2}=\sigma ^{2};\quad \kappa _{n}=0} für {\displaystyle n\geq 3}.
Minden 2-nél nagyobb rendű kumuláns nulla. Ez azonosítja a normális eloszlást.
Megmutatható, hogy:
- vagy az első két kumulánst követő összes többi nulla
- vagy pedig végtelen sok nem nulla kumuláns van.

Másként, az {\displaystyle \ln G(k)} kumulánsgeneráló függvény nem lehet 2-nél magasabb fokú polinom.

## Kumulánsok és momentumok

### Kumulánsok mint a momentumok függvényei
Jelölje egy {\displaystyle X} valószínűségi változó {\displaystyle n}-edik momentumát {\displaystyle m_{n}}! {\displaystyle G(k)}-val kifejezhető {\displaystyle m_{n}}, mint
{\displaystyle m_{n}={\frac {1}{i^{n}}}{\frac {\partial ^{n}}{\partial t^{n}}}G(t){\bigg |}_{t=0}}
Az első néhány kumuláns a momentumok segítségével:
{\displaystyle \kappa _{1}=m_{1}\,}
{\displaystyle \kappa _{2}=m_{2}-m_{1}^{2}\,}
{\displaystyle \kappa _{3}=m_{3}-3m_{2}m_{1}+2m_{1}^{3}\,}
{\displaystyle \kappa _{4}=m_{4}-4m_{3}m_{1}-3m_{2}^{2}+12m_{2}m_{1}^{2}-6m_{1}^{4}\,}
{\displaystyle \kappa _{5}=m_{5}+5m_{1}(6m_{2}^{2}-m_{4})-10m_{3}m_{2}+20m_{3}m_{1}^{2}-60m_{2}m_{1}^{3}+24m_{1}^{5}\,}
Általában, az összefüggés a következő rekurzióval fejezhető ki:
{\displaystyle \kappa _{n}=m_{n}-\sum _{k=1}^{n-1}{n-1 \choose k-1}\kappa _{k}m_{n-k}}
Egy alternatív kifejezési mód Faà di Bruno képlete, ami a momentumok mellett a {\displaystyle B_{n,k}} Bell-polinomokat is felhasználja: 
{\displaystyle \kappa _{n}=\sum _{k=1}^{n}(k-1)!(-1)^{k+1}B_{n,k}(m_{1},\dots ,m_{n-k+1})}.
A {\displaystyle \mu _{n}} centrális momentumokkal a képletek egyszerűbbek:
{\displaystyle \kappa _{1}=m_{1}\,}
{\displaystyle \kappa _{2}=\mu _{2}\,}
{\displaystyle \kappa _{3}=\mu _{3}\,}
{\displaystyle \kappa _{4}=\mu _{4}-3\mu _{2}^{2}\,}
{\displaystyle \kappa _{5}=\mu _{5}-10\mu _{3}\mu _{2}\,}
{\displaystyle \kappa _{6}=\mu _{6}-15\mu _{4}\mu _{2}-10\mu _{3}^{2}+30\mu _{2}^{3}\,}
Az első két kumuláns külön jelentéssel bír: {\displaystyle \kappa _{1}} a várható érték, {\displaystyle \kappa _{2}} a szórásnégyzet. A negyediktől kezdve a kumulánsok és a momentumok nem esnek többé egybe. 

### A kumulánsok levezetése
Az {\displaystyle \ln G(t)} függvényt {\displaystyle G(t)=1} körül hatványsorba fejtjük:
{\displaystyle \ln G(t)=\sum _{n=1}^{\infty }(-1)^{n+1}{\frac {(G(t)-1)^{n}}{n}}=(G(t)-1)-{\frac {(G(t)-1)^{2}}{2}}+{\frac {(G(t)-1)^{3}}{3}}\mp \dotsb }
Ebbe helyettesítjük {\displaystyle G(k)} hatványsorát:
{\displaystyle G(t)=\sum _{n=0}^{\infty }{\frac {(\mathrm {i} t)^{n}}{n!}}m_{n}=1+\mathrm {i} tm_{1}+{\frac {(it)^{2}}{2}}m_{2}+{\frac {(it)^{3}}{6}}m_{3}+\dotsb }
A helyettesítést elvégezve:
{\displaystyle {\begin{aligned}\ln G(t)=&\left[\mathrm {i} tm_{1}+{\frac {(it)^{2}}{2}}m_{2}+{\frac {(it)^{3}}{6}}m_{3}+\dotsb \right]\\&-{\frac {1}{2}}\left[\mathrm {i} tm_{1}+{\frac {(it)^{2}}{2}}m_{2}+\dotsb \right]^{2}\\&+{\frac {1}{3}}\left[\mathrm {i} tm_{1}+{\frac {(it)^{2}}{2}}m_{2}+\dotsb \right]^{3}\mp \dotsb \\=&\left[\mathrm {i} tm_{1}+{\frac {(it)^{2}}{2}}m_{2}+{\frac {(it)^{3}}{6}}m_{3}+\dotsb \right]\\&-{\frac {1}{2}}\left[(\mathrm {i} t)^{2}m_{1}^{2}+2{\frac {(it)^{3}}{2}}m_{1}m_{2}+{\frac {(it)^{4}}{4}}m_{2}^{2}+\dotsb \right]\\&+{\frac {1}{3}}\left[(\mathrm {i} t)^{3}m_{1}^{3}+2{\frac {(it)^{4}}{2}}m_{1}^{2}m_{2}+2{\frac {(it)^{5}}{4}}m_{1}m_{2}^{2}+{\frac {(it)^{6}}{8}}m_{2}^{3}+\dotsb \right]\mp \dotsb \end{aligned}}}
A {\displaystyle t} hatványai szerint rendezve kapjuk a kumulánsokat:
{\displaystyle \ln G(t)=\mathrm {i} t\underbrace {\left[m_{1}\right]} _{\kappa _{1}}+{\frac {(it)^{2}}{2}}\underbrace {\left[m_{2}-m_{1}^{2}\right]} _{\kappa _{2}}+{\frac {(it)^{3}}{6}}\underbrace {\left[m_{3}-3m_{1}m_{2}+2m_{1}^{3}\right]} _{\kappa _{3}}+\dotsb }

### Momentumok kifejezése kumulánsokkal
Az  {\displaystyle n}-edik momentum az első {\displaystyle n} kumuláns {\displaystyle n}-edfokú polinomja. Az első hat momentum:
{\displaystyle m_{1}=\kappa _{1}\,}
{\displaystyle m_{2}=\kappa _{2}+\kappa _{1}^{2}\,}
{\displaystyle m_{3}=\kappa _{3}+3\kappa _{2}\kappa _{1}+\kappa _{1}^{3}\,}
{\displaystyle m_{4}=\kappa _{4}+4\kappa _{3}\kappa _{1}+3\kappa _{2}^{2}+6\kappa _{2}\kappa _{1}^{2}+\kappa _{1}^{4}\,}
{\displaystyle m_{5}=\kappa _{5}+5\kappa _{4}\kappa _{1}+10\kappa _{3}\kappa _{2}+10\kappa _{3}\kappa _{1}^{2}+15\kappa _{2}^{2}\kappa _{1}+10\kappa _{2}\kappa _{1}^{3}+\kappa _{1}^{5}\,}
{\displaystyle m_{6}=\kappa _{6}+6\kappa _{5}\kappa _{1}+15\kappa _{4}\kappa _{2}+15\kappa _{4}\kappa _{1}^{2}+10\kappa _{3}^{2}+60\kappa _{3}\kappa _{2}\kappa _{1}+20\kappa _{3}\kappa _{1}^{3}+15\kappa _{2}^{3}+45\kappa _{2}^{2}\kappa _{1}^{2}+15\kappa _{2}\kappa _{1}^{4}+\kappa _{1}^{6}.\,}
Az együtthatókat Faà di Bruno képlete adja meg. Általában, az {\displaystyle n}-edik momentum a {\displaystyle B_{n}} teljes Bell-polinom értéke az {\displaystyle \kappa _{1},\dots ,\kappa _{n}} helyen:
{\displaystyle m_{n}=B_{n}(\kappa _{1},\dots ,\kappa _{n})}.
A centrális momentumok kifejezéséhez a {\displaystyle \kappa _{1}} kumuláns nullának tekintendő:
{\displaystyle \mu _{1}=0\,}
{\displaystyle \mu _{2}=\kappa _{2}\,}
{\displaystyle \mu _{3}=\kappa _{3}\,}
{\displaystyle \mu _{4}=\kappa _{4}+3\kappa _{2}^{2}\,}
{\displaystyle \mu _{5}=\kappa _{5}+10\kappa _{3}\kappa _{2}\,}
{\displaystyle \mu _{6}=\kappa _{6}+15\kappa _{4}\kappa _{2}+10\kappa _{3}^{2}+15\kappa _{2}^{3}.\,}

### Kumulánsok és partíciók
A momentumokat a kumulánsok segítségével kifejező polinomok kombinatoikailag is értelmezhetők: együtthatóik halmazpartíciókat számlálnak. A polinomok általános képlete
{\displaystyle m_{n}=\sum _{\pi \in \Pi }\prod _{B\in \pi }\kappa _{\left|B\right|}}
ahol:
- {\displaystyle \pi } befutja egy {\displaystyle n} elemű halmaz partícióit;
- "{\displaystyle B\in \pi }" azt jelenti, hogy {\displaystyle B} a partíció egy blokkja
- {\displaystyle \vert B\vert } a {\displaystyle B} blokk mérete

## Több dimenzióban
Az X1, ..., Xn valószínűségi változók közös kumulánsai szintén kumulánsgeneráló függvénnyel generálhatók:
{\displaystyle K(t_{1},t_{2},\dots ,t_{n})=\log E(\mathrm {e} ^{\sum _{j=1}^{n}t_{j}X_{j}}).}
Az egy dimenziós esethez hasonlóan ennek is van kombinatorikai jelentése:
{\displaystyle \kappa _{n}(X_{1},\dots ,X_{n})=\sum _{\pi }(|\pi |-1)!(-1)^{|\pi |-1}\prod _{B\in \pi }E\left(\prod _{i\in B}X_{i}\right)}
ahol:
- {\displaystyle \pi } befutja egy {\displaystyle n} elemű halmaz partícióit;
- "{\displaystyle B\in \pi }" azt jelenti, hogy {\displaystyle B} a partíció egy blokkja
- {\displaystyle \vert B\vert } a {\displaystyle B} blokk mérete

Például
{\displaystyle \kappa _{3}(X,Y,Z)=E(XYZ)-E(XY)E(Z)-E(XZ)E(Y)-E(YZ)E(X)+2E(X)E(Y)E(Z).\,}
Ez a kombinatorikai összefüggés a kumulánsok és momentumok között egyszerűbb alakot nyer, hogyha a momentumokat kumulánsokkal fejezzük ki:
{\displaystyle E(X_{1}\cdots X_{n})=\sum _{\pi }\prod _{B\in \pi }\kappa (X_{i}:i\in B).}
Ekkor például:
{\displaystyle E(XYZ)=\kappa (X,Y,Z)+\kappa (X,Y)\kappa (Z)+\kappa (X,Z)\kappa (Y)+\kappa (Y,Z)\kappa (X)+\kappa (X)\kappa (Y)\kappa (Z).\,}
Az első kumuláns a várható érték, két valószínűségi változó közös második kumulánsa a kovarianciájuk. Független valószínűségi változók vegyes kumulánsai eltűnnek. Ha a valószínűségi változók ugyanazok, akkor a {\displaystyle \kappa _{n}(X,\dots ,X)}  kumuláns ugyanaz, mint {\displaystyle X} közönséges {\displaystyle \kappa _{n}} kumulánsa.
További fontos tulajdonság a multilinearitás a valószínűségi változókban:
{\displaystyle \kappa _{n}(X+Y,Z_{1},Z_{2},\dots )=\kappa _{n}(X,Z_{1},Z_{2},\dots )+\kappa _{n}(Y,Z_{1},Z_{2},\dots ).\,}

## Szabad kumulánsok
A fenti kombinatorikus 
{\displaystyle E(X_{1}\cdots X_{n})=\sum _{\pi }\prod _{B\in \pi }\kappa (X_{i}:i\in B)}
momentum-kumuláns képlet végigfut az {\displaystyle \{1,\dotsc ,n\}} halmaz partícióin. Ha ehelyett csak a nem keresztező partíciókat számoljuk, akkor a szabad kumulánsokhoz jutunk. Roland Speicher vezette be őket.

## Alkalmazások
A továbbiakban adva legyenek {\displaystyle X_{1},X_{2},\dotsc ,X_{N}} független, azonos eloszlású valószínűségi változók!

### Centrális határeloszlás-tétel
Az {\displaystyle Y={\frac {1}{\sqrt {N}}}(X_{1}+X_{2}+\dotsb +X_{N})\,} valószínűségi változóra a homogenitás és additivitás felhasználásával a következő kumulánsok adódnak:
{\displaystyle \kappa _{n}(Y)={\frac {1}{{\sqrt {N}}^{n}}}\sum _{i=1}^{N}\kappa _{n}(X_{i})\approx {\mathcal {O}}(N^{1-n/2})\,}
Mivel a rend az egyenkénti rendek összege, adódik az {\displaystyle {\mathcal {O}}(N)} nagyságrend. Az első kumulánsok nagyságrendjei:
{\displaystyle \kappa _{1}(Y)={\mathcal {O}}(N^{1/2})\ ,\quad \kappa _{2}(Y)={\mathcal {O}}(N^{0})\ ,\quad \kappa _{3}(Y)={\mathcal {O}}(N^{-1/2})\ ,\quad \kappa _{4}(Y)={\mathcal {O}}(N^{-1})}
{\displaystyle n\geq 3} esetén az  {\displaystyle N} rendje negatív kitevőt kap, így a határérték végtelen sok valószínűségi változóra:
{\displaystyle \lim _{N\to \infty }\kappa _{n}(Y)=0\quad {\text{ha}}\quad n\geq 3}
Azaz csak az első két kumuláns marad, ami éppen a normális eloszlásra jellemző. Emiatt tetszőleges valószínűségi változók összege osztva a tagok számának négyzetgyökével normális eloszláshoz tart. Ez a centrális határeloszlás-tétel. A bizonyítás befejezéséhez még fel kell használni a karakterisztikus függvény néhány tulajdonságát is.
A centrális határeloszlás tétele miatt a normális eloszlás szerepe különleges, mivel ha valamire sok, független, egyenként kevés hatással bíró hatás működik, akkor a hatások összessége normális eloszlással közelíthető.
Speciális esetben {\displaystyle X_{i}=X}, várható értéke nulla, szórásnégyzete {\displaystyle \sigma ^{2}}, magasabb momentumai tetszőlegesek. Ekkor
{\displaystyle \kappa _{1}(Y)={\frac {1}{\sqrt {N}}}\sum _{i=1}^{N}0=0\ ,\quad \kappa _{2}(Y)={\frac {1}{N}}\sum _{i=1}^{N}\sigma ^{2}=\sigma ^{2}\ ,\quad \kappa _{3}(Y)={\frac {1}{{\sqrt {N}}^{3}}}\sum _{i=1}^{N}\kappa _{3}(X)={\frac {\kappa _{3}(X)}{\sqrt {N}}}{\underset {N\to \infty }{\longrightarrow }}0}
A {\displaystyle Z}
{\displaystyle Z:=Y-E(Y)={\frac {1}{\sqrt {N}}}(X_{1}-E(X_{1})+X_{2}-E(X_{2})+\dotsb +X_{N}-E(X_{N}))\,}
valószínűségi változóra alkalmazható a magasabb momentumok eltolásinvarianciája, ami csak a várható értékre hat. A különbség  az, hogy {\displaystyle Z} várható értéke nulla, még akkor is, ha az {\displaystyle X_{i}} várható értéke nem tűnik el.
{\displaystyle {\begin{aligned}\kappa _{1}(Z)&={\frac {1}{\sqrt {N}}}\sum _{i=1}^{N}\underbrace {\kappa _{1}(X_{i}-E(X_{i}))} _{E(X_{i})-E(X_{i})}=0\\\kappa _{2}(Z)&={\frac {1}{N}}\sum _{i=1}^{N}\kappa _{2}(X_{i}-E(X_{i}))={\frac {1}{N}}\sum _{i=1}^{N}\kappa _{2}(X_{i})=\kappa _{2}(Y)={\frac {1}{N}}\sum _{i=1}^{N}\sigma _{i}^{2}{\overset {\text{ Spezialfall }}{\underset {\sigma _{i}=\sigma ,\,\forall i}{=}}}\sigma ^{2}\\\kappa _{3}(Z)&={\frac {1}{{\sqrt {N}}^{3}}}\sum _{i=1}^{N}\kappa _{3}(X_{i}-E(X_{i}))={\frac {1}{{\sqrt {N}}^{3}}}\sum _{i=1}^{N}\kappa _{3}(X_{i})=\kappa _{3}(Y){\underset {N\to \infty }{\longrightarrow }}0\end{aligned}}}

### Nagy számok tétele
Az 
{\displaystyle Y={\frac {1}{N}}(X_{1}+X_{2}+\dotsb +X_{N})\,}
valószínűségi változóra a homogenitás és additivitás felhasználásával a követklező kumulánsok adódnak:
{\displaystyle \kappa _{n}(Y)={\frac {1}{N^{n}}}\sum _{i=1}^{N}\kappa _{n}(X_{i})\approx {\mathcal {O}}(N^{1-n})\,}
A {\displaystyle \sum _{i=1}^{N}\kappa _{n}} kumulánsok nagyságrendjei rendre {\displaystyle {\mathcal {O}}(N)} lesznek. Az első kumulánsok nagyságrendjei:
{\displaystyle \kappa _{1}(Y)={\mathcal {O}}(N^{0})\ ,\quad \kappa _{2}(Y)={\mathcal {O}}(N^{-1})\ ,\quad \kappa _{3}(Y)={\mathcal {O}}(N^{-2})\ ,\quad \kappa _{4}(Y)={\mathcal {O}}(N^{-3})}
{\displaystyle n\geq 2} esetén az {\displaystyle N} rend nagy negatív kitevőt kap, így határértékben:
{\displaystyle \lim _{N\to \infty }\kappa _{n}(Y)=0\quad {\text{ha}}\quad n\geq 2}
Csak az első kumuláns, illetve momentum marad. Növekvő {\displaystyle N}-nel normális eloszlást közelít, aminek várható értéke:
{\displaystyle \kappa _{1}(Y)={\frac {1}{N}}\sum _{i=1}^{N}\kappa _{1}(X_{i})}
ahol a szélesség {\displaystyle N^{-1}} rendű, és {\displaystyle N\to \infty } esetén elfajult eloszlást jelent {\displaystyle \kappa _{1}}-nél.
Legyen például {\displaystyle X_{i}=X} valószínűségi változó {\displaystyle \mu } várható értékkel, {\displaystyle \sigma ^{2}} szórásnégyzettel és tetszőleges további momentumokkal.
{\displaystyle \kappa _{1}(Y)={\frac {1}{N}}\sum _{i=1}^{N}m=m\ ,\quad \kappa _{2}(Y)={\frac {1}{N^{2}}}\sum _{i=1}^{N}\sigma ^{2}={\frac {\sigma ^{2}}{N}}{\underset {N\to \infty }{\longrightarrow }}0\ ,\quad \kappa _{3}(Y)={\frac {1}{N^{3}}}\sum _{i=1}^{N}\kappa _{3}(X)={\frac {\kappa _{3}(X)}{N^{2}}}{\underset {N\to \infty }{\longrightarrow }}0}
Ezzel az {\displaystyle Y} valószínűségi változó várható értéke ugyanaz, mint az {\displaystyle X} valószínűségi változóé, azaz {\displaystyle Y} az {\displaystyle X} várható értékben hű becslése. A növekvő {\displaystyle N}-re csökkenő szórás értéke {\displaystyle \sigma _{Y}=\sigma _{X}/{\sqrt {N}}}.

## Története
A kumulánsokat először Thorvald Nicolai Thiele dán matematikus írta le egy 1889-ben dánul megjelent könyvben. Habár a könyvet a Jahrbuch über die Fortschritte der Mathematik is hivatkozta, az eredményekre nem figyeltek fel. Így Felix Hausdorff 1901-ben újra bevezette őket.
A szabad valószínűségszámításban hasonló szerepet töltenek be, mint a közönséges kumulánsok a közönséges valószínűségszámításban. Például a szabad valószínűségi változók összegének szabad kumulánsai is összegződnek. A normális eloszlás szerepét a Wigner-féle félköreloszlás veszi át, ennek csak a második szabad kumulánsa különbözik nullától.  

## Fordítás
Ez a szócikk részben vagy egészben  a   Kumulante című német Wikipédia-szócikk fordításán alapul.  Az eredeti cikk szerkesztőit annak laptörténete sorolja fel. Ez a jelzés csupán a megfogalmazás eredetét és a szerzői jogokat jelzi, nem szolgál a cikkben szereplő információk forrásmegjelöléseként.